# Риве, Поль
Поль Риве (фр. Paul Rivet; 7 мая 1876, Вазиньи, Третья республика — 21 марта 1958, Париж, Франция) — французский врач и этнолог, автор теории заселения Южной Америки мигрантами из Австралии и Меланезии. Основатель Музея человека в Париже. Брат вице-адмирала Эжена-Леона Риве и дядя врача Поля Миллье.

## Биография

### Научная деятельность
Начальное образование получил в родном городе. Продолжил обучение в Школе военно-медицинской службы в Лионе, которую окончил в 1897 году.
В 1901 году, в качестве врача, участвовал в работе Французской геодезической миссии в Эквадоре, которая, используя более точные методы и оборудование, занималась замерами дуги меридиана под экватором. Ранее подобные замеры были сделаны экспедицией в 1735—1745 годах, в которой участвовали Кондамин, Годен и Бугер. По окончании работы миссии Риве остался в Эквадоре, где в течение шести лет, совместно с Гонсалес-Суаресом, проводил этнографические исследования среди народа ваорани на побережье реки Амазонки.
По возвращении в Париж устроился на работу ассистентом в Национальный музей естественной истории. Его исследования под названием «Древняя этнография Эквадора» были опубликованы в двух томах между 1912 и 1922 годами, совместно с исследованиями Рене Верно. В 1923 году он официально женился на давней спутнице Мерседес Андрада-Чирибогой (1877—1973), эквадорской аристократкой, с которой познакомился в Куэнке во время работы в миссии и приехал в Париж.
В 1926 году, совместно с Марселем Моссом, Эмилем Дюркгеймом и Люсьеном Леви-Брюлем, основал Институт этиологии в Париже. В 1928 году получил место директора Этнографического музея и начал его реорганизацию с помощью Жоржа Анри Ривьера. В 1937 году этнографический музей переехал во дворец Шайо и стал называться музеем человека.
В 1936 году он опубликовал первое факсимиле летописи Гуамана Помы «Первая новая хроника доброго правления» (1615), предварительно подвергнув документ редакции. Риве выдвинул теорию, согласно которой первые люди в Южной Америке были мигрантами из Австралии и Меланезии около шести тысяч лет назад. Книга учёного «Происхождение американского человека», изданная в 1943 году, содержит лингвистические и антропологические аргументы, которые подтверждают его теорию.
Во время Второй мировой войны не признал оккупации Франции и участвовал в Сопротивлении. В 1945 году вернулся на работу в музей человека и к преподавательской деятельности, продолжив американские исследования. Его труды по лингвистике привнесли новые элементы в языки аймара и кечуа. Риве был инициатором основания в Париже Дома Латинской Америки и Французского института передовых бразильских исследований (совместно с Полем Дуартом). В 1954 году в Сорбонне с его помощью был открыт Институт исследований Латинской Америки. Риве умер в Париже 21 марта 1958 года после продолжительной болезни. Похоронен на кладбище Пер-Лашез.

### Гражданская деятельность
5 марта 1934 года Риве основал (с Полем Ланжевеном, Эмилем Шартье и другими деятелями) и возглавил Комитет бдительности антифашистской интеллигенции. 12 мая 1935 года он был избран советником в мэрию Парижа, баллотируясь кандидатом от левых партий. В июне 1940 года у входа в Музей человека им был вывешен плакат со стихотворением Редьярда Киплинга «Если…» (1910), в знак протеста против перемирия, подписанного французскими коллаборационистами с немецкими оккупантами. 14 июля 1940 года Риве направил открытое письмо маршалу Петену, где написал: «Господин маршал, страна не с Вами, Франция больше не с Вами».
Зарегистрированный правительством Виши осенью 1940 года, он присоединился к группе Сопротивления, известной как сеть «Музей человека». Разыскиваемый гестапо, бежал из Франции и в феврале 1941 года прибыл в Колумбию, где был принят президентом Эдуардо Сантосом. Участвовал в создании Колумбийского института этнологии и Этнографического музея в Боготе. В 1943 году исполнял обязанности культурного атташе движения по борьбе с Францией за Латинскую Америку в Мехико. В это время им была написана и издана в Монреале книга «Происхождение американского человека».
В 1945 году после Освобождения вернулся во Францию и был избран в парламент от социалистической партии. В 1948 году вышел из Французской секции Рабочего интернационала и вступил в близкий к коммунистам Прогрессивный союз. Выступил за переговоры с Хо Ши Мином о сохранении Индокитая во Французском союзе, из-за чего покинул конференцию в Фонтенбло в июле 1946 года. Став независимым кандидатом, потерпел поражение на выборах в парламент в июне 1951 года и после отказался от активной политической деятельности. В июне 1954 года вышел из Прогрессивного союза, когда отказался голосовать за доверие Пьеру Мендес-Франсу. 21 апреля 1956 года Риве опубликовал в «Ле Монд» «Призыв к спасению и возрождению французского Алжира». Он считал, что независимость Алжира может быть только прогрессивной. По просьбе Ги Молле отстаивал позиции Франции по Алжиру перед ООН и в странах Южной Америки. Он также был членом Французской лиги защиты прав человека и гражданина, президентом Высшего совета по телерадиовещанию и Французской комиссии по делам ЮНЕСКО.